# Lumbriconereis madeirensis
Lumbriconereis madeirensis är en ringmaskart som beskrevs av Johan Gustaf Hjalmar Kinberg 1865. Lumbriconereis madeirensis ingår i släktet Lumbriconereis och familjen Lumbrineridae. Inga underarter finns listade i Catalogue of Life.